# إمارة كردستان الإسلامية
إمارة كردستان الإسلامية (بالكردية: میرنشینی ئیسلامیی کوردستان, Mîrnişîna Îslamiya Kurdistanê) كانت دولة غير معترفة في كردستان تحكمها الشريعة الإسلامية. خرجت من سيطرة الحكومة العراقية بعد انتفاضة 1991 وكانت كيانا متمتعا بالحكم الذاتي داخل إقليم كردستان العراق في عام 1994، وأعلنت الاستقلال رسميا في عام 2001 وانتهت في عام 2003 بعد الغزو الأمريكي.

## تاريخ

### خلفية
شملت انتفاضات 1991 الحزب الديمقراطي الكردستاني، والاتحاد الوطني الكردستاني، والحركة الإسلامية الكردستانية، التي تمردت ضد الحكومة العراقية وأنشأت إقليم كردستان. واصلت الحركة الإسلامية الكردستانية تواجدها الكبير في إقليم كردستان. وفي وقت لاحق، اندلعت الحرب الأهلية الكردية بين الحزب الديمقراطي الكردستاني والاتحاد الوطني الكردستاني. وكجزء من الاتفاقيات، تم تقسيم السيطرة على إقليم كردستان إلى ثلاثة أقسام. وحصل الحزب الديمقراطي الكردستاني على محافظات دهوك وأربيل، وحصل الاتحاد الوطني الكردستاني على محافظة السليمانية، والحركة الإسلامية الكردستانية محافظة حلبجة. كانت الإمارة جزءًا من إقليم كردستان، على الرغم من أنها لم تكن خاضعة لسلطة حكومة إقليم كردستان. عندما تم دمج الحركة الإسلامية في كردستان في حكومة إقليم كردستان، ترك البعض الحركة الإسلامية في كردستان وشكلوا مجموعاتهم الخاصة، والتي استمرت في العمل في الإمارة. وكان من بين الجماعات حزب الإصلاح بقيادة الملا كريكار، ومجموعة العدالة الكردستانية بقيادة علي بابير، وجند الإسلام (اندماج جبهة التوحيد الإسلامية، وحركة المقاومة الإسلامية، ووحدة سوران الثانية) بقيادة أبو عبد الله الشافعي. في وقت مبكر خلال انتفاضات 1991، أرسلت حركة كردستان الإسلامية وفود كردية إلى أسامة بن لادن، حيث أخبروه عن الفظائع التي ارتكبها صدام حسين ضد الأكراد. بعد انتقال تنظيم القاعدة إلى الخرطوم، السودان، في عام 1991، زار مدرب تنظيم القاعدة كردستان العراق لتدريب متمردي حركة كردستان الإسلامية في عام 1992. كان الملا كريكار هو القائد العسكري للحركة الإسلامية الكردستانية منذ عام 1991 حتى مغادرته لتشكيل حزب الإصلاح في عام 2001. تألفت الحركة الإسلامية في كردستان من جناحها السياسي، الذي يحكم الإمارة، وجناحها العسكري، «بيشمركة الحركة الاسلامية الكردستانية»، الذي يتكون من ست وحدات وكان فرعا رسميا من البيشمركة منذ إنشاء إقليم كردستان في عام 1991، في حين كان للحزب الديمقراطي الكردستاني والإتحاد الوطني الكردستاني أيضا فروع البشمركة الخاصة بهما.
وفي عام 2001، سيطر الملا كريكار على الإمارة غير المستقرة وأعلن الاستقلال، وأعلن عن نيته توسيع الإمارة الإسلامية لتشمل كل كردستان الكبرى. قدم الملا كريكار الإمارة الإسلامية كدولة كردية مستقلة وادعى أنها لن تتوسع خارج حدود كردستان. وفي الإمارة الإسلامية، اندمجت جماعة الإصلاح وجند الإسلام ليشكلا أنصار الإسلام، التي كانت بمثابة الجيش للإمارة الإسلامية. عندما تأسست أنصار الإسلام، تبرع أسامة بن لادن بمبلغ 300000 دولار للمجموعة.
وكان الملا كريكار زعيم أنصار الإسلام أميرا للإمارة، بينما كان أبو عبد الله الشافعي وعلي بابير نائبين له. ومع خضوع إمارة كردستان الإسلامية لحظر فعلي من جميع الجهات، قدم الجهاديون الأكراد من إيران دعمًا حاسمًا وأنشأوا شبكات تهريب بشكل غير قانوني إلى إمارة كردستان الإسلامية.

### الحياة في الإمارة الإسلامية
ومثل الملا كريكار، كان لدى العديد من مقاتلي وقادة أنصار الإسلام أيضًا آراء قومية وعاملوا الإمارة الجديدة على أنها انتصار لحركة الاستقلال الكردية. وكانوا أيضًا تقليديين روجوا للثقافة الكردية اجتماعيًا. ومع ذلك، فقد تم التخلي عن عناصر القومية التي تتعارض مع الإسلام. وأفيد أيضًا أن أنصار الإسلام يطبقون أحكام الشريعة الإسلامية الصارمة، ويرتكبون فظائع ضد الأقلية اليارسانية، ويضطهدون الصوفيين بقسوة. كانت لإمارة كردستان الإسلامية علاقات دبلوماسية مع إمارة أفغانستان الإسلامية تحت حكم الملا محمدعمر، وسترسل الأكراد إلى أفغانستان لتلقي التدريب من طالبان أو القاعدة. كما أرسلوا وفودا إلى أسامة بن لادن في أفغانستان. واتهم الحرس الثوري الإيراني بالتهور بشأن ما يحدث على حدوده. أكد الملا كريكار وأنصار الإسلام على الطابع الكردي الأساسي للإمارة.
بعد هجمات 11 سبتمبر، سعى تنظيم القاعدة إلى استخدام إمارة كردستان الإسلامية كقاعدة للعمليات المستقبلية. غادر أبو مصعب الزرقاوي أفغانستان وتم تهريبه إلى إمارة كردستان الإسلامية بمساعدة الأكراد من إيران وأوروبا. مكث لفترة وجيزة في الإمارة، وانتقل في النهاية إلى الأنبار، حيث أصبح أكثر شهرة. جذبت إمارة كردستان الإسلامية بعض قدامى المحاربين في طالبان، الذين يتألفون من عرب أفغانستان وكذلك البشتون، الذين املكوا المزيد من أوجه التشابه العرقية واللغوية مع الأكراد. كانت الغالبية العظمى من الجهاديين دائما أكراد محليين. في ذروتها في عام 2002، كان لدى أنصار الإسلام أكثر من 700 مقاتل، أكثر من 90٪ من الأكراد. عمل المتطوعون الذين جاءوا من أفغانستان، حوالي 70 فردا، في المقام الأول كمستشارين ومدربين وسفراء.
كان صدام حسين على علم بالإمارة الإسلامية، واعتبر أنصار الإسلام تهديدًا انفصاليًا، وحاول جمع معلومات استخباراتية ضدهم. وكان الملا كريكار قد هدد بقتل صدام حسين شخصياً إذا حاول العراق أي شيء ضد إمارة كردستان الإسلامية.

### سقوط
بعد شن غزو العراق، رفضت حكومة بولنت أجاويد السماح للولايات المتحدة بدخول العراق من الأراضي التركية. أطلقت الولايات المتحدة عملية مطرقة الفايكنج في عام 2003. وبعد خسارة الإمارة، تجمع معظم أنصار الإسلام عند الحدود الإيرانية العراقية، حيث تم تهريبهم إلى إيران من قبل الأكراد الإيرانيين. اختلف الحزب الديمقراطي الكردستاني والإتحاد الوطني الكردستاني حول كيفية محاربة أنصار الإسلام، وحتى أن بعض مسؤولي الحزب الديمقراطي الكردستاني رفضوا التدخل، مدعين أنه كان على الإتحاد الوطني الكردستاني مواجهة عواقب السماح لأنصار الإسلام بالحصول على مثل هذه السلطة. كما ضغطت الولايات المتحدة على البيشمركة لحل فرعها «بيشمركة الحركة الإسلامية الكردستانية» في عام 2003.

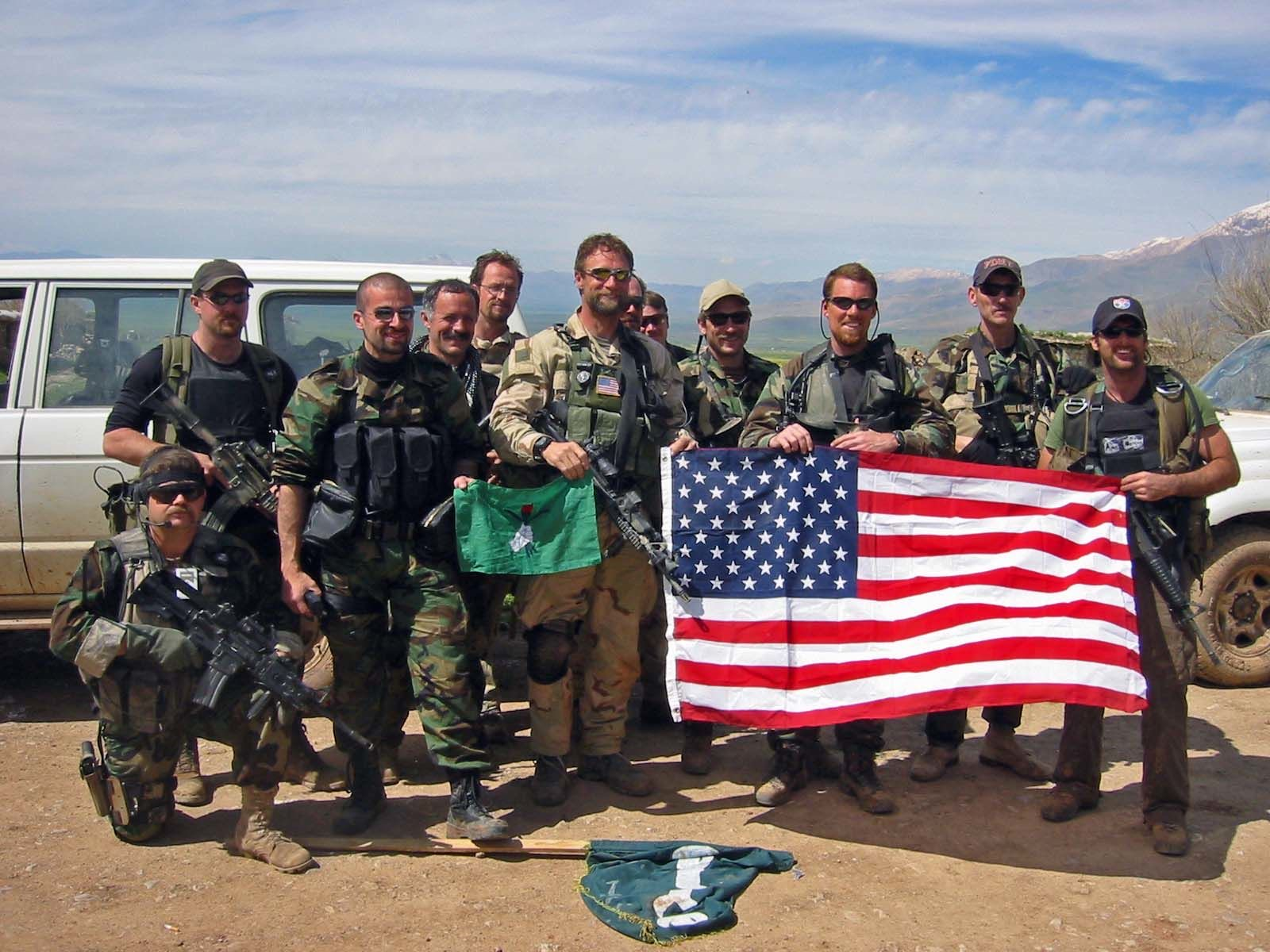
قوات خاصة أمريكية مع الإتحاد الوطني الكردستاني بعد هزيمة أنصار الإسلام

وبعد انهيار الإمارة، انحلت جماعة أنصار الإسلام. وأسس أبو عبد الله الشافعي فرا من إقليم كردستان وأسس جماعة أنصار السنة وقاتل في التمرد العراقي، بينما غادر الملا كريكار إلى النرويج وأسس «روتي شاخ» قبل اعتقاله عام 2015. وتصالح علي بابير مع حكومة إقليم كردستان، وسجل مجموعته كحزب سياسي قانوني.
شكك الملا كريكار في قومية الاتحاد الوطني الكردستاني، مدعيًا أنه لن يدعو أي قومي كردي الولايات المتحدة لهزيمة الدولة الكردية الوحيدة. كما رفض الملا كريكار الانضمام إلى التمرد العراقي، لأن العديد من الجهاديين العراقيين كانوا ضباط بعثيين سابقين.
في أواخر عام 2016، في الذكرى السنوية الخامسة عشرة للإمارة، قال الملا كريكار: "آمل أن ننفصل عن العراق في أقرب وقت ممكن. سأدعمها بكل إخلاص. تم ضمنا إلى الدولة العراقية تحت القوة في عام 1921، وهي دولة فاشلة بكل معنى الكلمة. في المرة الأولى التي اشترى فيها العراق طائرات، قصفوا مملكة كردستان والسليمانية. إذا تم فصل جزء صغير من كردستان عن العراق وأعلن الاستقلال، فسأؤيده تماما. عندما أعلنت موريتانيا استقلالها، لم يكن لديهم حتى مبنى يلوحون بعلمهم عليه، لكنهم ما زالوا يعلنون الاستقلال." كما ادعى أنه لم يعد يستاء من مسؤولي الحكومة الكردية. أكد هوشيار زيباري أن الحكومة الكردية صنعت السلام مع كريكار.